# Einar Biilmann
Einar Christian Saxtorph Biilmann, född den 10 maj 1873 i Köpenhamn, död den 10 augusti 1946, var en dansk kemist.
Biilmann blev professor i kemi vid Köpenhamns universitet 1907. Biilmanns arbetsfält var huvudsakligen den organiska kemin. Han erhöll 1904 doktorsgraden på en avhandling - Studier over organiske Svovlforbindelser. Hans inflytande sträckte sig även över andra delar av kemin, särskilt genom upptäckten av den så kallade kinhydronelektroden (1920), vilken förenklade metoderna för elektrokemisk bestämning av vätejonkoncentratiner och gjorde hans namn känt över hela världen. Biilmann utgav även en rad läroböcker i kemi. Han blev ledamot av Fysiografiska sällskapet i Lund 1923. 

## Utmärkelser
- Köpenhamns universitets guldmedalj,  1899[2]
- Dannebrogsmännens hederstecken,  1922[2]
- Kommendör av första graden av Dannebrogorden,  1945[2]

[Redigera Wikidata]